# Crossandra pungens
Crossandra pungens är en akantusväxtart som beskrevs av Gustav Lindau. Crossandra pungens ingår i släktet Crossandra och familjen akantusväxter. Inga underarter finns listade i Catalogue of Life.